# Георги Кушовалиев
Георги Атанасов Кушовалиев или Кушувалиев (Кушували, Кушовали) е български търговец и възрожденски общественик.

## Биография
Роден е в Кукуш, Македония в семейството на видния търговец и деец на църковно-националните борби с Цариградската патриаршия през 50-те – 80-те години на XIX век Атанас Гошов Кушували. Той също взема участие в борбите на кукушани за църковна независимост и за просвета на български език.
Занимава се с търговия. През 1869 година е сред дарителите за откриване на народно читалище в Кукуш.
През март 1871 година негово писмо, описващо действия на Мелетий Византийски и негови емисари, попада в гръкоманските ръце на хора на солунския владика Неофит. В Солунската митрополия е направен и предаден на турците фалшив, злонамерен превод, придружен с клеветнически такрир, вследствие на което шестима души от Кукуш са арестувани поетапно, включително Георги Кушовалиев, а Атанас Кушували и Кузман Шапкарев са задържани цял месец. Накрая антифанариотската, а не антитурска насоченост е доказана и Солунската митрополия е разобличена.
Заедно с баща си сътрудничи на Стефан Веркович с данни за Поленинска епархия – Дойранска, Кукушка и Карадашка каза, както със списъци на населението на Дойранската и Струмишката каза, а също и данни за Малешевската и Солунската каза, които в 1889 година Веркович публикува в „Топографическо-этнографическій очеркъ Македоніи“.